# ボホール海峡
ボホール海峡（ボホールかいきょう、英語: Bohol Strait）は、フィリピン中部ヴィサヤ諸島のボホール島とセブ島との間にある海峡で、セブ海峡 (セブかいきょう、Cebu Strait) ともいう。ミンダナオ海（ボホール海）とカモテス海とを結んでいる。海峡内には主にマクタン島、パングラオ島が浮かぶ。沿岸にはセブを中核としたフィリピン第2の都市圏、メトロ・セブがある。